# Gull River (Balsam Lake)
Gull River är ett vattendrag i Kanada.   Det ligger i provinsen Ontario, i den sydöstra delen av landet, 260 km väster om huvudstaden Ottawa. Gull River ligger vid sjön Balsam Lake.
Omgivningarna runt Gull River är en mosaik av jordbruksmark och naturlig växtlighet. Runt Gull River är det ganska glesbefolkat, med 47 invånare per kvadratkilometer.